# Susanne Wittpennig
Susanne Wittpennig (Basel, 11 mei 1972) is een Duitstalige Zwitserse schrijfster.
Wittpennig begon tijdens haar jeugd in Basel al met schrijven door het bijhouden van verhalen over belevenissen die ze samen met haar jongere broer meemaakte. Haar broer kreeg op achtjarige leeftijd een dodelijk ongeluk. Wittpennig werkte onder meer in een laboratorium en op een vliegveld. Naast haar baan als webdesigner schreef ze in 2004 de eerste roman in de serie Maaike en Domenico. Van deze serie kwamen negen delen uit. Het laatste verscheen eind 2014.